# مهرجان الشعر الشبابي الجذري
مهرجان الشعر الشبابي الجذري وكان يسمى سابقًا أعلى صوتًا من القنبلة هو مسابقة شعرية سنوية للشباب تُقام في شيكاغو كل ربيع، وقد تأسس عام 2001 على يد كيفن كوفال وآنا ويست من المنظمة غير الربحية «Young Chicago Author» ويُعد الآن أكبر مسابقة شعرية شبابية في العالم، حيث شارك فيها أكثر من 1000 فريق في عام 2014 وتهدف هذه المسابقة إلى جمع الشباب من مختلف المناطق في شيكاغو ليس فقط لمشاركة قصصهم، بل للاستماع أيضًا إلى أصوات من مناطق أخرى في المدينة ربما لم تتح لهم فرصة سماعها من قبل.
تتراوح أعمار المشاركين ما بين طلبة المدارس الإعدادية وحتى الجامعة، مع أن الغالبية من الفئة العمرية لطلبة المرحلة الثانوية، وتقدم فرق المسابقة من المدارس الثانوية أربع قصائد فردية وقصيدة جماعية واحدة تُؤدى من قبل أربعة أشخاص، ويتنافس كل فريق في جولتين تمهيديتين يتنافس في كل جولة أربعة فرق، وتصل أفضل 16 فريقًا إلى نصف النهائي، ثم أفضل 4 فرق إلى النهائي، ويأتي اسم المسابقة من أغنية لفرقة Public Enemy تحمل الاسم نفسه. في عام 2010، كان موضوع المسابقة الشعرية محور فيلم وثائقي واعتبارًا من عام 2021، تم تأجيل البرامج الحضورية للمسابقة.